# Ada (Minnesota)
Pour les articles homonymes, voir Ada.
La ville d’Ada (en anglais [ˈeɪdə]) est le siège du comté de Norman, dans l’État du Minnesota, aux États-Unis. Sa population s’élevait à 1 707 habitants lors du recensement de 2010, estimée à 1 620 habitants en 2017.